# Nagy álvámpír
A nagy álvámpír (Megaderma lyra) az emlősök (Mammalia) osztályának a denevérek (Chiroptera) rendjébe, ezen belül az álvámpírok (Megadermatidae) családjába tartozó faj.

## Előfordulása
A nagy álvámpír Indiában, Dél-Kínában, Srí Lankán és Délkelet-Ázsia több országában honos. A mezőgazdaság veszélyezteti a nagy álvámpírt.

## Alfajai
- Megaderma (Lyroderma) lyra lyra
- Megaderma (Lyroderma) lyra sinensis

## Megjelenése
Az állat hossza 8-9 centiméter és testtömege 150 gramm. Szőrzete rövid és világos szürkésbarna. A végtagok vöröses színűek. A felkar hosszabb, mint az alkar. A nagy álvámpírnak rövid, karomban végződő hüvelykujja van, ennek segítségével készíti elő zsákmányát a fogyasztásra. A többi négy ujja között lábfejéig érő, hártya feszül. Vékony és oldalra álló lába van; térde, más denevérekhez hasonlóan, hátrafelé néz. Öt egyforma hosszú lábujja karomban végződik. Lantra hasonlító, felemelhető orrfüggeléke ultrahangjeleinek módosítására szolgál. A füle jól fejlett. A denevér először hallása és látása segítségével érzékeli zsákmányát, majd a kibocsátott és visszaérkezett ultrahanghullámok segítségével határozza meg a pontos helyét.

## Életmódja
A nagy álvámpír egyedül vagy kis csoportokban él. Tápláléka rovarok, kisebb hüllők, madarak, rágcsálók és halak is. Sok állat élete első évében elpusztul; fogságban 18 évig élhet.

## Szaporodása
Az ivarérettséget 2 éves korban éri el. A párzási időszak novemberben van. A vemhesség 145 napig tart, ennek végén általában 1 utód születik. Az első 20-25 napban, a nőstény magával cipeli az utódját. A nőstény még 15-20 napig szoptatja kölykét, miután ez már képes önállóan helyet változtatni.